# Frido von Senger
Pour les articles homonymes, voir Senger.
Frido von Senger ou Fridolin Rudolf Theodor Ritter und Edler von Senger und Etterlin , né le 4 septembre 1891 à Waldshut et mort le  9 janvier 1963 à Fribourg-en-Brisgau, est un General der Panzertruppe allemand qui sert au sein de la Heer dans la Wehrmacht pendant la Seconde Guerre mondiale.
Il se distingue notamment au commandement du 14e corps de blindés lors de la bataille de Monte Cassino en Italie en 1944.
Il est décoré de la croix de chevalier de la croix de fer avec feuilles de chêne.

## Biographie

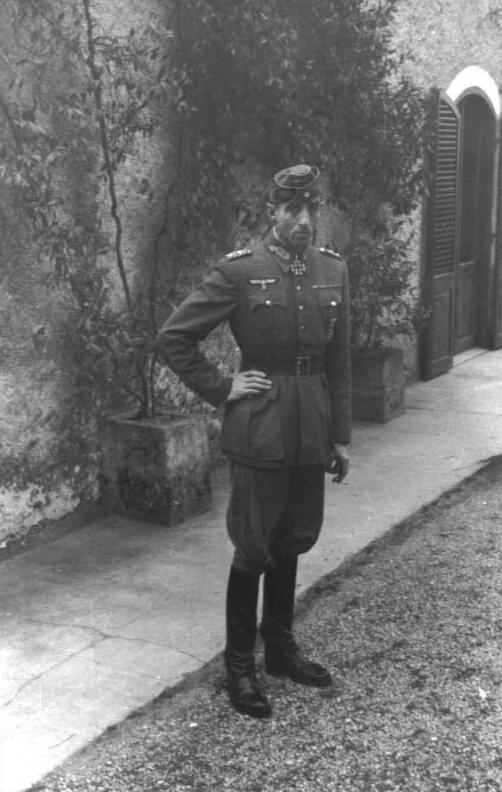
Frido von Senger

### Famille
Frido von Senger (de) est né dans une famille noble et catholique de Souabe.

### Première Guerre mondiale
Après avoir obtenu une licence de lettres, il s'engage dans le 76e régiment d'artillerie de campagne de l'armée du Kaiser Guillaume II durant la Première Guerre mondiale.

### Entre-deux-guerres
Juste après la défaite, il entre dans la toute nouvelle Reichswehr. Il passe dans la cavalerie et sert de 1920 à 1933 au 18e régiment de cavalerie à Stuttgart-Cannstatt. Il est ensuite chef d'état-major de l'inspection de la cavalerie de 1934 à 1938 et commande le 3e régiment de cavalerie de 1938 à 1939.

### Seconde Guerre mondiale
Lors du déclenchement de la Seconde Guerre mondiale il commande le 22e régiment de cavalerie de 1939 à 1940 puis la 2e brigade de fusiliers au cours de la bataille de France. Nommé commandant militaire du département d'Ille-et-Vilaine avant de devenir délégué allemand auprès de la commission d'armistice italo-française en 1941-1942, il est promu major-général le 1er septembre 1941. Il commande brièvement le 10. Infanterie-Division (mot.) en France occupée de juillet à septembre 1942.
Le 10 octobre 1942, von Senger und Etterlin reçoit le commandement de la 17e Panzerdivision dans le Sud de la Russie. En décembre 1942, au sein de la 4. Panzerarmee, elle participe à l'opération Wintergewitter (tempête d'hiver), tentative infructueuse de briser l'encerclement de la 6e Armée à Stalingrad, à la défense de Rostov puis à la contre-attaque de Kharkov. Le 1er mai 1943, il est promu lieutenant-général. 
En juin 1943, il est brièvement commandant de la Wehrmacht en Sicile durant l'invasion de l'île puis est officier de liaison allemand auprès de la 6e armée italienne avant de recevoir le commandement des forces allemandes en Sardaigne et en Corse dont il organise l'évacuation. 
Le 8 octobre 1943, il reçoit le  commandement du 14e corps de blindés qu'il conservera jusqu'à la fin de la guerre,. Le 1er janvier 1944 il est nommé général. Le général von Senger und Etterlin reçoit l'ordre de défendre la ligne gothique, à hauteur des Apennins et, en particulier, à hauteur du Mont-Cassin. Ses troupes, profitant du terrain favorable à la défense, réussissent pendant près de cinq mois à barrer la route aux forces alliées.
Lors de la bataille de Monte Cassino, il se distingue en faisant une trêve avec les Alliés. Informé de l'intention du général Bernard Freyberg, commandant du IInd New-Zealander Army Corps, de bombarder l'abbaye bénédictine du Mont-Cassin, von Senger und Etterlin, appartenant en qualité de laïc à cet ordre, autorise l'évacuation des quatre-vingt-trois moines bénédictins, placés sous la direction du père Gregorio Diamare, qui se trouvent là. Il procède aussi à un échange de prisonniers avec les Alliés.
En mai 1944, en raison de la percée de la ligne Gustave réussie par le corps expéditionnaire français (CEF) commandé par Juin à l'extrémité ouest du dispositif, lors de la bataille du Garigliano, le 14e corps de blindés se replie vers le nord sur la ligne Hitler et se reforme sous l'autorité de la 14e armée d'Eberhard von Mackensen. Dans ses mémoires, von Senger écrit à propos de ces événements que ce qu'il craignait le plus à ce moment « c'était une attaque du corps de Juin avec ses superbes divisions marocaines et algériennes »,.
Le 14e corps se reconstitue pendant l'été avec quatre divisions.
Il commande brièvement la 14e armée en octobre 1944.
Le général von Senger und Etterlin mène son unité jusqu'au bout dans des combats défensifs jusqu'à la capitulation des troupes allemandes en Italie. Il est capturé par les Alliés en 1946 et est libéré en mai 1948 sans être inquiété, n'ayant pas commis de crime de guerre.

### Après-guerre
Il quitte définitivement l'armée et rédige ses mémoires, Krieg in Europa (traduit en anglais par Neither Fear nor Hope et en français par Panzer sur l'Europe). Il se consacre à l'activité d'une imprimerie qu'il a fondée dans le Sud de l'Allemagne.
Il est le père du général dans la Bundeswehr et auteur militaire Ferdinand von Senger und Etterlin (de) (1923-1987) qui s'est retiré en tant que commandant en chef de la Région centre de l'OTAN en 1984.

## Promotions
| Einjähriger-Freiwilliger | 1er octobre 1910   |
| Leutnant der Reserve     | en 1914            |
| Leutnant                 | 27 juin 1917       |
| Oberleutnant             |                    |
| Rittmeister              |                    |
| Major                    |                    |
| Oberstleutnant           | 1er août 1936      |
| Oberst                   | 1er mars 1939      |
| Generalmajor             | 1er septembre 1941 |
| Generalleutnant          | 1er mai 1943       |
| General der Panzertruppe | 1er janvier 1944   |

## Décorations
- Croix de fer (1914)[4]
  - 2e classe
  - 1re classe
- Insigne des blessés (1914)[4]
  - en noir
- Croix de chevalier de l'ordre du Lion de Zähringer avec glaives[4]
- Croix d'honneur pour combattants 1914-1918
- Agrafe de la croix de fer (1939)
  - 2e classe
  - 1re classe
- Médaille de service de la Wehrmacht 4e à 1re classe
- Croix de chevalier de la croix de fer avec feuilles de chêne
  - Croix de chevalier le 8 février 1943 en tant que Generalmajor et commandant de la 17e Panzerdivision
  - 439e feuilles de chêne le 5 avril 1944 en tant que General der Panzertruppe et commandant du 14e corps de blindés[5]
- Croix allemande en or le 11 octobre 1943[5]
- Mentionné dans le bulletin radiophonique Wehrmachtbericht le 5 octobre 1943

## Publications
- Krieg in Europa, Kiepenheuer und Witsch, Köln/Berlin, 1960. 
  - Traduit en anglais par George Malcolm  sous le titre  Neither fear nor hope: the wartime career of general Frido von Senger und Etterlin, defender of Cassino, London, Macdonald, 1963.
  - Traduit en français par Paul Marie Flécher sous le titre Panzer sur l'Europe, éditions du Rocher, 1965.